# Panyókás sakál

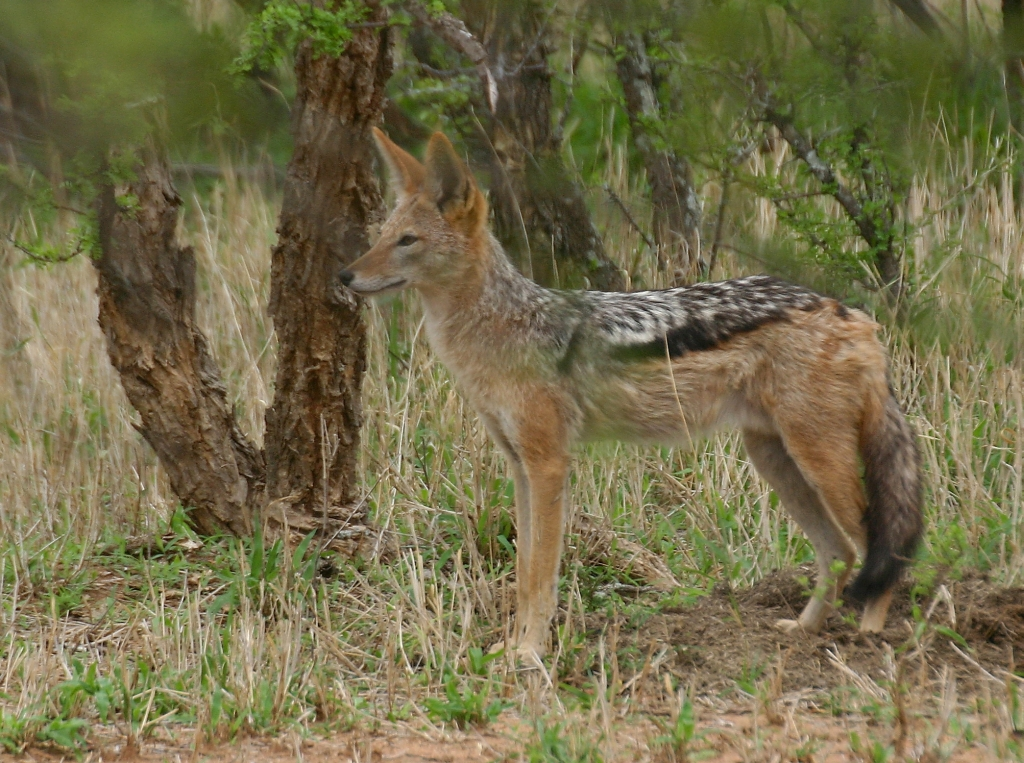

A panyókás sakál (Lupulella mesomelas, korábban Canis mesomelas) az emlősök (Mammalia) osztályának ragadozók (Carnivora) rendjébe, ezen belül a kutyafélék (Canidae) családjába tartozó faj.

## Előfordulása
Két, földrajzilag elkülönült populációja maradt fenn: az egyik Kelet-, a másik Dél-Afrikában.

## Megjelenése
A mi rókánkhoz hasonló méretű, bár annál kissé magasabb és rövidebb kisragadozó. Arcorra is nagyon hegyes, rókaszerű. A rókákra emlékeztet nagy füle és bozontos farka is, de panyókának, illetve nyeregtartónak nevezett fekete hátszőrzete egyedivé teszi megjelenését. Oldalát fehér harántcsíkok tarkázzák. A tépőfogak kivételével előzápfogai is a rókáéhoz hasonlítanak, tépőfogai azonban nagyon fejlettek, és az utánuk következő zápfog kicsi, úgyhogy fogazatuknak ez a része a farkasokéval rokon.
A panyókás sakál hosszabb, de alacsonyabb a hazánkban is elterjedt aranysakálnál: testhossza a farok tövéig 90–100 centiméter lehet, farokhossza 30–35 centiméter, marmagassága 40-50 centiméter és testtömege 8-15 kilogramm.
A panyókás sakál minden más sakálfajnál inkább hasonlít a szürke farkashoz. Homlokürege különösen nagy. Füle nagyon nagy: az alapja széles, felül elhegyesedik. A háromszögletű fülek szorosan illeszkednek egymás mellé. Szeme barna, nagy, szembogara kerek. Farka a talajt érinti. Bundája sűrű, finom szálú, puha. Sárgás, szürkés vagy rozsdavörös bundája alul sárgásfehérre vált. A torok, a mellkas és a has alja világos színű. Álla nagyon világos vörös árnyalatú, feje szürkével kevert rozsdabarna.

## Életmódja
Meglehetősen specializálatlan, rendkívül alkalmazkodóképes ragadozó. Mivel a háziállatokra is veszélyes, számos helyen dúvadnak tekintik és irtják, de kevés eredménnyel. Életmódja alapján (a medvéhez hasonlóan) mindenevőnek tekinthető: a vadgyümölcsöktől a kisemlősökön át az antilopborjakig felfal mindent, amit csak csapatban vadászva képes megölni.
A csapat a kora esti órákban verődik össze, és hangos, hahotaszerű vonyítással hívják egymást. Kora reggelig kutatnak zsákmány után, és ezalatt óriási területet fésülnek át. Igen rövid idő alatt eltüntetik az elhullott állatok tetemeit, megtámadják a sebzett, beteg, legyengült vagy más ok miatt menekülésre képtelen nagyobb vadakat. A legnagyobb károkat a fiatal strucccsibék szinte teljes kiirtása mellett azzal a szokásukkal okozzák, hogy akár napokig is követik az ellés előtt álló antilopokat, majd a félig megszületett szaporulatot azonnal megölik és felfalják.

## Szaporodása

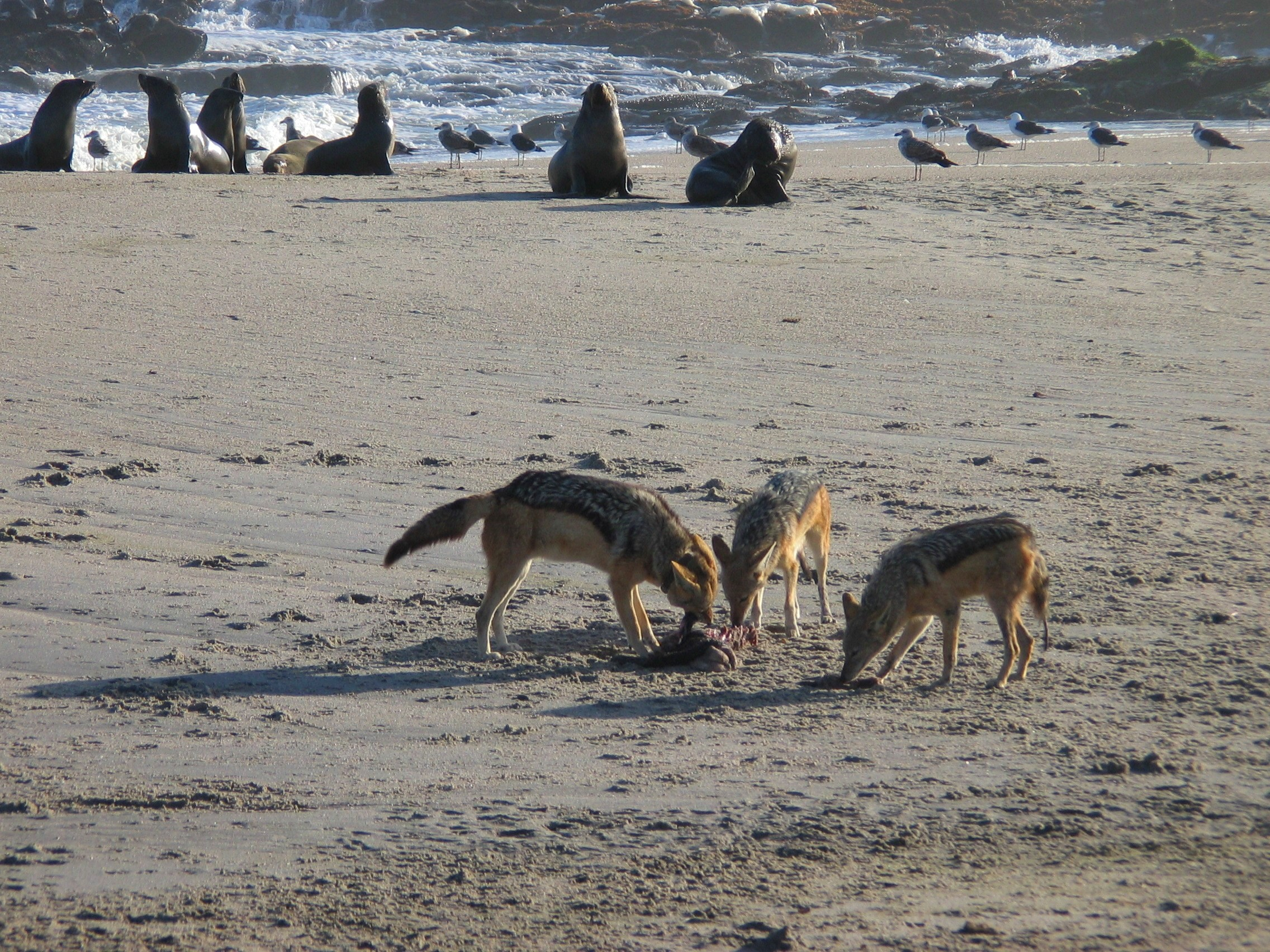

A párzási időszak április–szeptember között van. A vemhesség 9 hétig tart. Egy-egy alomban 4–5 kölyök születik; nagy ritkán 8-9 kölyök.

## Érdekessége
Puha prémjét Dél-Afrikában nagyon kedvelik; a 10–20 prémből összevarrt ágytakaró neve karosz.
Könnyen szelídíthető.
A panyókás sakál legfeljebb 14 évig élhet.